# 716
Cette page concerne l'année 716  du calendrier julien. Pour l'année 716 av. J.-C., voir 716 av. J.-C.
L'année 716 est une année bissextile qui commence un mercredi.

## Événements

### Asie
- 22 juillet : révolte chez les Turcs orientaux. Kapaghan (Bèk-tchor) est tué dans une embuscade dressée par les Bayirku et sa tête est envoyée en Chine. Sa mort est suivie d'une période d'anarchie. Son neveu, Kül Tegin, fils de Qutlugh, s'empare du pouvoir après avoir tué son fils Bögü et toute sa famille. Il place son frère aîné Bilge Kaghan (« le sage ») sur le trône[1].
- Les Tokuz Oghuz se séparent de l’empire Köktürks (Turc), provoquant son déclin[1].

### Europe
- Mars : le duc des Frisons Radbod, allié aux Neustriens, est vainqueur de Charles Martel, fils de Pépin de Herstal, duc d’Austrasie, près de Cologne[2]. Charles se replie dans les montagnes de l'Eifel pour mobiliser ses partisans.
- 16 mars : le roi Chilpéric II confirme les privilèges d'immunité accordés par ses ancêtres à l'abbaye de Saint-Denis[3].
- Avril : Charles Martel est vainqueur des Neustriens à Amblève au sud de Liège[4]. Il propose la paix, mais les Neustriens refusent.
- 18 avril[5] : Léon III l'Isaurien, qui dirige le thème des Anatoliques, est proclamé empereur d'Orient avec l’aide d’Artavasdos, son gendre, commandant du thème des Arméniaques.
- 19 avril[6] : les moines d’Iona renoncent à leurs usages et célèbrent Pâques à la même date que l'Église romaine[7].
- 29 avril : charte du roi des Francs Chilpéric II. Dernier texte mentionnant un rapport commercial entre l’occident chrétien (Marseille) et le Levant (document pour Corbie)[8].

- Le roi de Northumbrie Osred Ier est assassiné. Cenred, un parent éloigné, lui succède et règne jusqu'en 718[9].
- Le roi de Mercie Ceolred trouve la mort lors d'un festin. Æthelbald, un parent éloigné, lui succède (il est possible qu'un certain Ceolwald ait brièvement occupé le trône entre eux) et règne jusqu'en 757[10].
- Wynfrith (Saint Boniface) quitte le Wessex pour évangéliser le continent (Hesse, Thuringe, Bavière)[11].
- Byzance et la Bulgarie signent un traité d'amitié et d'alliance. Les Byzantins reconnaissent les frontières de la Bulgarie. Le tribut annuel  payé aux Bulgares est confirmé et augmenté. Une clause spécifie l'échange mutuel des réfugiés politiques et des captifs. Le commerce entre les deux états est normalisé et régulé[12].
- Le duc lombard Faroald II de Spolète prend de Classis, le port de Ravenne. La ville est presque immédiatement restituée aux Byzantins par ordre de Liutprand[13].

## Décès en 716
- Abû Hashîm, descendant de `Ali par Muhammad ibn al-Hanafiya. Il aurait fait un testament en faveur de Muhammad, un descendant d’al-Abbas, oncle de Mahomet, pour lui transmettre ses droits et prérogatives, rattachant indirectement les Abbassides à la lignée alide[14].
- Ceolred, roi de Mercie depuis 709.
- Osred Ier, roi de Northumbrie depuis 705/706.